# Carybdeida
Carybdeida là một bộ sứa hộp. Có năm họ thuộc về bộ. Phần lớn các loài có bốn xúc tu.

## Hình ảnh

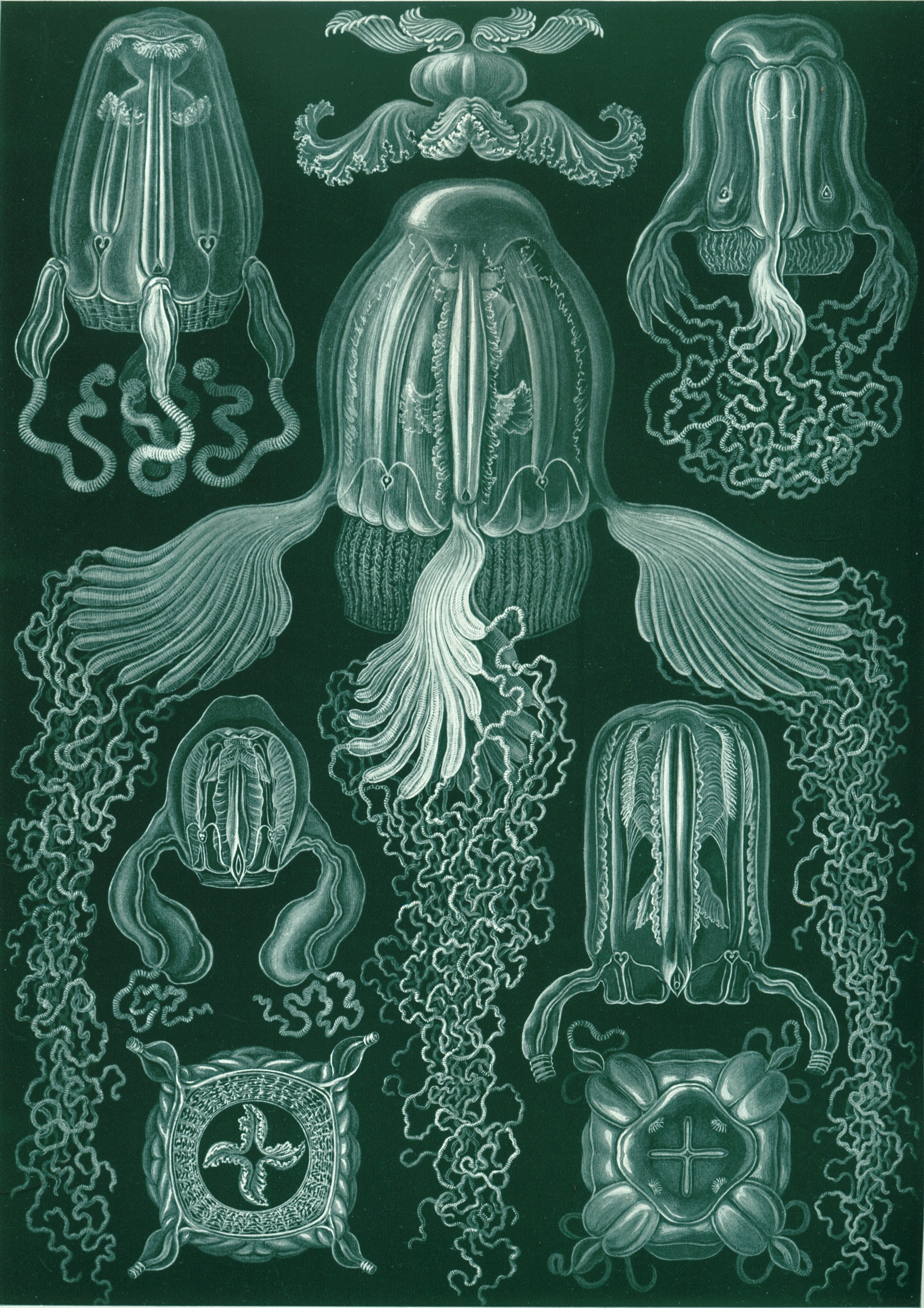
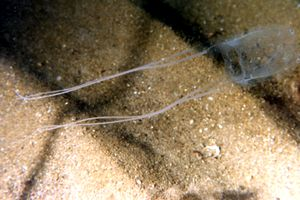
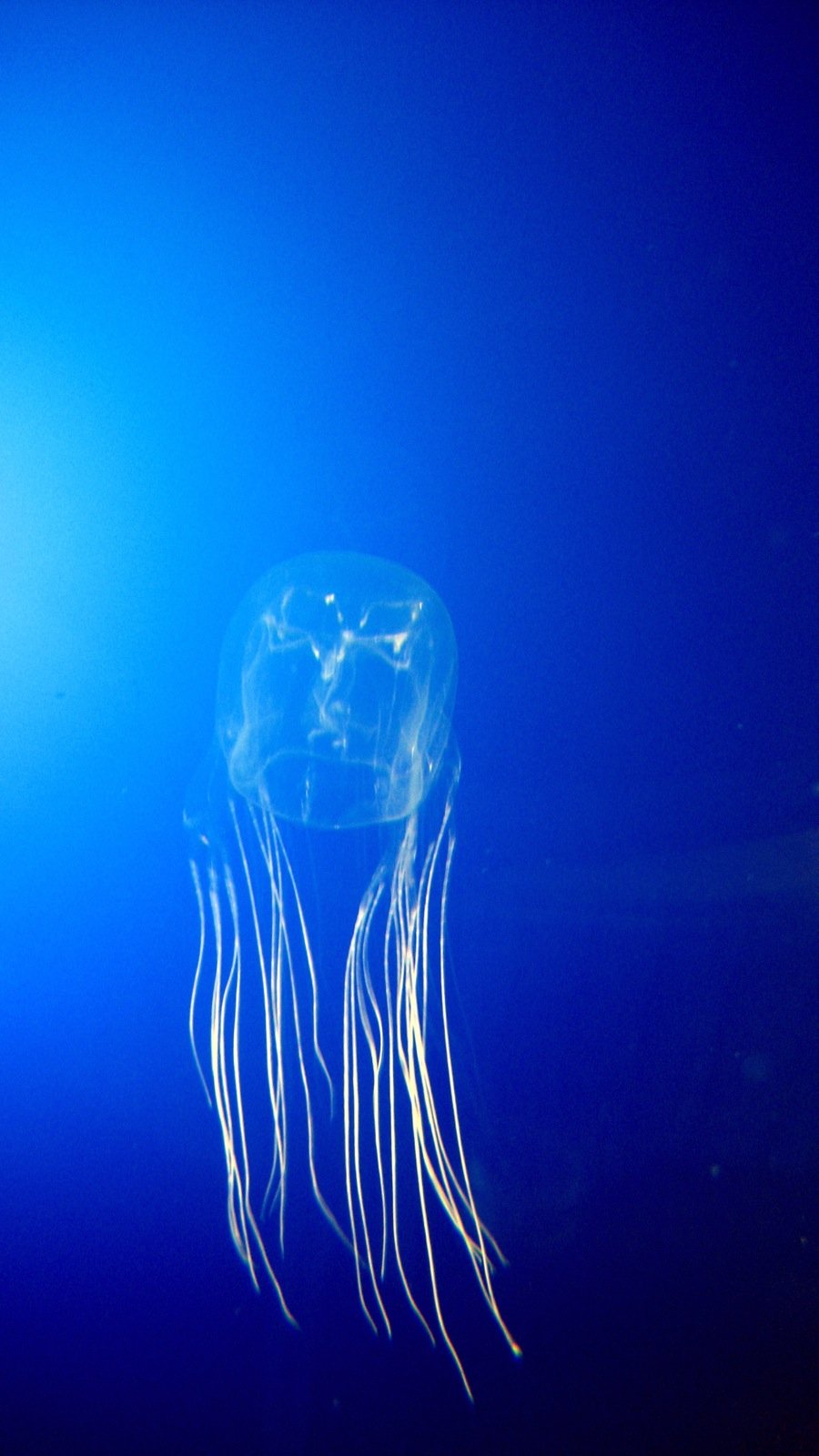